# Squalus albifrons
Squalus albifrons е вид хрущялна риба от семейство Squalidae.

## Разпространение
Видът е разпространен в Австралия (Куинсланд и Нов Южен Уелс).